# Gerrit Breteler
 Gerrit Breteler (Enschede, 27 augustus 1954 – Nes, 18 mei 2023) was een Nederlands schrijver, kunstschilder, zanger en beeldend kunstenaar. 
Als schilder werkte Breteler in de zeventiende-eeuwse kunstenaarstraditie. Als muzikant drukte hij zich voornamelijk in de streektaal uit, veelal het Fries. Samen met onder anderen Herman Finkers maakte hij opnames.
Breteler was getrouwd en had twee kinderen. Op 18 mei 2023 overleed Breteler op 68-jarige leeftijd aan de gevolgen van hartfalen.

## Discografie

### Singles
| Album met eventuele hitnotering(en) in de Nederlandse Album Top 100 | Datum van verschijnen | Datum van binnenkomst | Hoogste positie | Aantal weken | Opmerkingen |
| ------------------------------------------------------------------- | --------------------- | --------------------- | --------------- | ------------ | ----------- |
| Katarsis                                                            | 2012                  | 02-06-2012            | 42              | 2            |             |

## Externelink
- Website van Gerrit Breteler

- International Standard Name Identifier: 0000 0003 9368 2292
- MusicBrainz: 373ff085-b367-4254-ad1f-3f92c87722dc
- Nederlandse Thesaurus van Auteursnamen: 069257175
- RKD-Nederlands Instituut voor Kunstgeschiedenis: 122048
- Virtual International Authority File: 288027999
- WorldCat: E39PBJyhcKFp4k9FP3TxwgKPQq